# The Brooklyn Daily Eagle
The Daily Brooklyn Eagle est un journal quotidien américain publié à Brooklyn de 1841 à 1955. Il s'est appelé The Brooklyn Eagle and Kings County Democrat durant ses huit premières années, et Brooklyn Eagle de 1938 à sa disparition.